# Nakhjīrvān
Nakhjīrvān (persiska: نخجيروان, نَخجيرِوان) är en ort i Iran.   Den ligger i provinsen Markazi, i den centrala delen av landet, 210 km söder om huvudstaden Teheran. Nakhjīrvān ligger 1 484 meter över havet och antalet invånare är 842.
Terrängen runt Nakhjīrvān är kuperad västerut, men österut är den platt. Runt Nakhjīrvān är det ganska glesbefolkat, med 25 invånare per kvadratkilometer. Närmaste större samhälle är Maḩallāt, 13,1 km väster om Nakhjīrvān. Trakten runt Nakhjīrvān består i huvudsak av gräsmarker.